# The Power of Love (film, 1922)

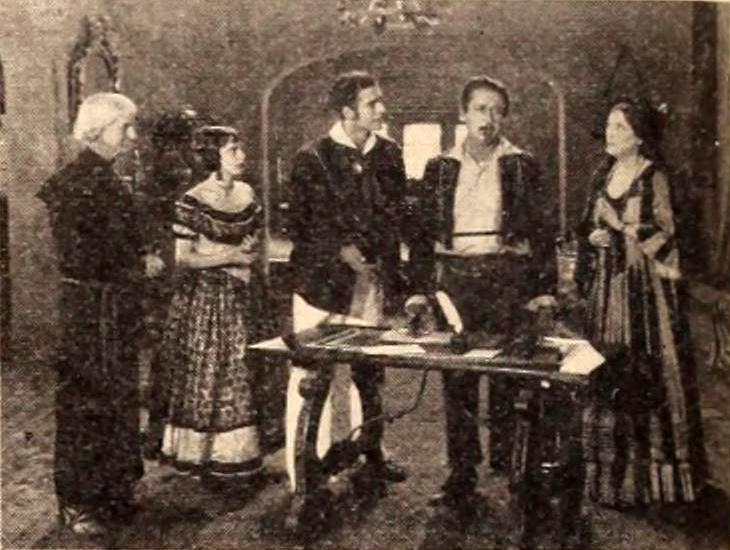
The Power ol Love

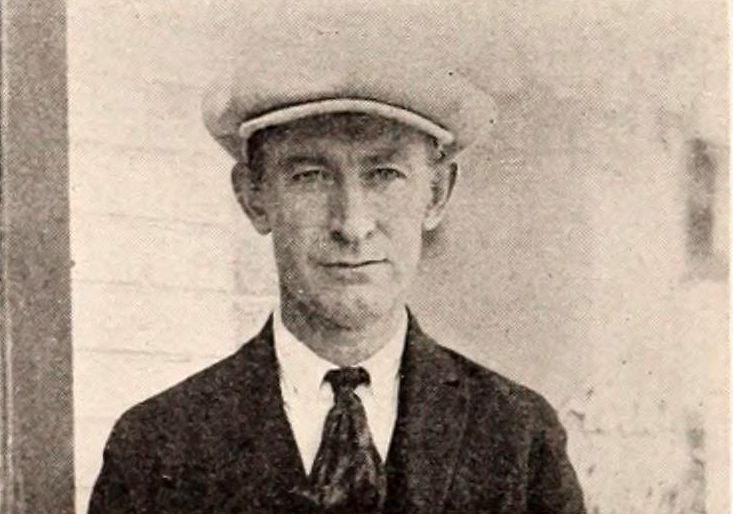
Harry K. Fairall

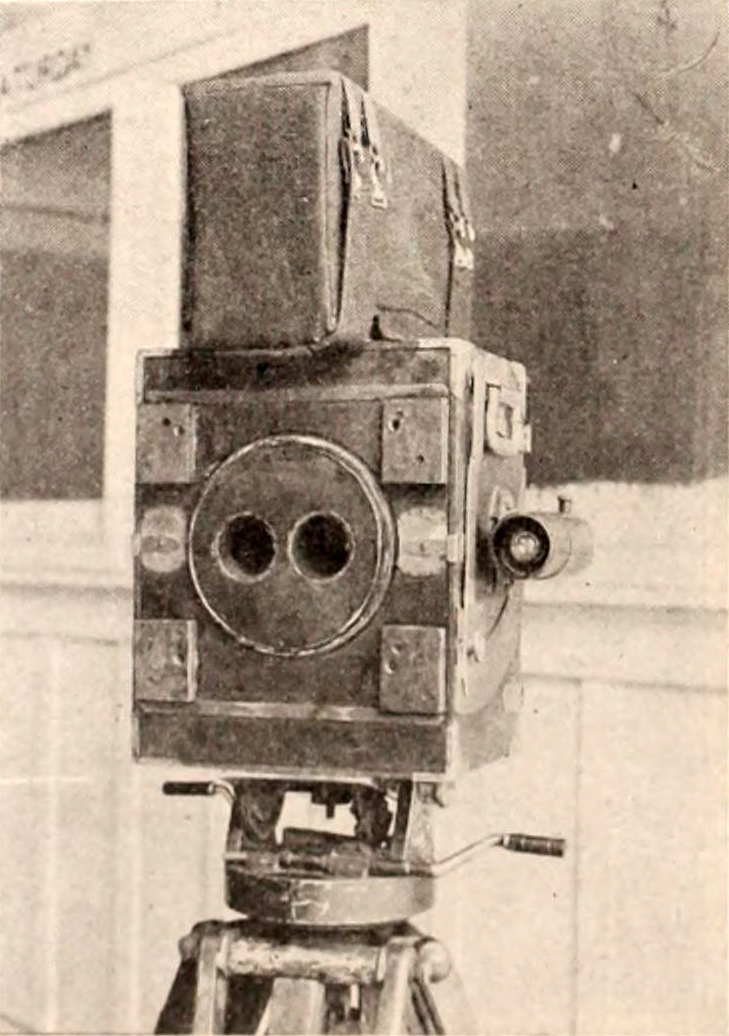
Caméra stéréoscopique

Pour les articles homonymes, voir The Power of Love.
The Power of Love est un film muet américain réalisé par Nat G. Deverich et Harry K. Fairall, sorti en 1922. Il s'agit d'un des premiers longs métrages stéréoscopique. Il est considéré comme perdu.

## Synopsis
À cause de soucis financiers, Don Almeda se propose de donner en mariage sa fille Maria à Don Alvarez. Mais cette dernière n'a aucun penchant pour l'homme que son père veut lui imposer. Elle tombe amoureuse de Terry O'Neal, un étranger qui a été blessé par des brigands à la solde d'Alvarez…

## Fiche technique
- Réalisation : Nat G. Deverich, Harry K. Fairall
- Chef-opérateur : Harry K. Fairall
- Production : Harry K. Fairall
- Date de sortie : 
  - États-Unis : 27 septembre 1922

## Distribution
- Elliot Sparling : Terry O'Neal
- Barbara Bedford : Maria Almeda
- Noah Beery : Don Almeda
- Aileen Manning : Ysabel Almeda
- Albert Prisco : Don Alvarez
- John Herdman : le vieux prêtre